# Нишлиу, Рона
Рона Нишлиу (алб. Rona Nishliu) — албанская певица и радиоведущая, представительница Албании на конкурсе песни Евровидение 2012. Обладатель первого места по рейтингу Barbara Dex Award 2012.

## Биография
Косовская албанка. Родилась 25 августа 1986 года в Косовска-Митровице. В тринадцать лет переехала с родителями в Приштину. Музыкальную карьеру начала в 2004 году, выступив на телевизионном конкурсе «Albanian Idol», на котором заняла пятое место. Вскоре после этого устроилась на радио, став ведущей «Radio Blue Sky». Параллельно с этим Рона активно продолжала музыкальную деятельность, выпустив к 2011 году несколько успешных синглов.
29 декабря 2011 года стала победительницей юбилейного «Festivali i Këngës». Эта победа дала ей право представить свою страну на ежегодном конкурсе песни Евровидение 2012, который прошёл в Баку. Конкурсная песня «Suus» была исполнена на двух языках — албанском и латинском. Примечательно, что Рона — первая косовская албанка, представляющая Албанию на Евровидении. На Евровидение 2012 в первом полуфинале заняла 2 место, получив 146 очков, что дало ей право выступить в финале Евровидения 2012. В финале заняла 5 место, получив 146 баллов. Несмотря на 5-е место, Рона показала лучший результат своей страны за всю историю её участия в конкурсе Евровидение.

## Синглы
- Flakaresha
- Të Lashë
- Shenja
- Eja
- Veriu
- A ka arsy (ft. Bim Bimma)
- Shko pastro pas saj
- Zonja Vdekje
- Suus
- Se vetëm zemra flet saktë